# Mad Max: Fury Road (serietidning)
Mad Max: Fury Road är en serietidning i begränsad utgåva skapad av George Miller, Nico Lathouris och Mark Sexton. Händelserna i serien utspelar sig innan de i filmen med samma namn.

## Nummer
Serien utgavs i fyra nummer:
- Nux & Immortan Joe #1 (maj 2015)
- Furiosa #1 (juni 2015)
- Max #1 (juli 2015)
- Max #2 (augusti 2015)